# 科斯蒂廖莱萨卢佐
科斯蒂廖莱萨卢佐（義大利語：Costigliole Saluzzo），是意大利库内奥省的一个市镇。总面积15平方公里，人口3305人，人口密度220.3人/平方公里（2009年）。ISTAT代码为004075。

## 友好城市
- 法國巴农
- 法國博蒙莱瓦朗斯
- 義大利奥里奥洛